# Bruno Baronchelli
Bruno Baronchelli (født 13. januar 1957 i Tours, Frankrig) er en fransk tidligere fodboldspiller (wing) og senere træner.
Baronchelli spillede i 12 år hos FC Nantes, hvor han var med til at vinde tre franske mesterskaber (1977, 1980 og 1983) samt én Coupe de France-titel (1979). Han sluttede karrieren med et ophold hos Le Havre.
Baronchelli spillede desuden seks kampe for det franske landshold. Den første var en venskabskamp mod Schweiz 23. april 1977, den sidste en venskabskamp mod Spanien 18. februar 1981. Han var desuden en del af det franske hold, der deltog ved OL 1976 i Montreal. Kampene ved denne turnering regnes dog ikke som A-landskampe.
Efter at have afsluttet sin aktive karriere fungerede Baronchelli senere også som midlertidig træner for henholdsvis Le Havre og Lille.

## Titler
Ligue 1
- 1977, 1980 og 1983 med Nantes

Coupe de France
- 1979 med Nantes